# Atrichopogon insolitipes
Atrichopogon insolitipes är en tvåvingeart som beskrevs av Bose och Gupta 2003. Atrichopogon insolitipes ingår i släktet Atrichopogon och familjen svidknott. Inga underarter finns listade i Catalogue of Life.